# Entrée de Henri IV à Paris le 22 mars 1594
L'Entrée d'Henri IV à Paris, 22 mars 1594 est un tableau de François Gérard, peint en 1817. Il s'agit d'une des plus célèbres de ses toiles, œuvre visible dans la galerie des Batailles, au château de Versailles, en France.
Plusieurs gravures du tableau de Gérard seront réalisées ultérieurement ; celle de Toschi de 1826 est la plus renommée.
Une réplique en format réduit de 1830, 174 × 324 cm, est déposée au musée des Beaux-Arts de Chartres par le musée du Louvre,.

## Description
L'Entrée d'Henri IV à Paris est une huile sur toile, de 5,10 m de haut sur 9,58 m de long. Elle représente une scène de l'entrée d'Henri IV à Paris, en 1594, après son sacre à Chartres. Cet évènement historique est connu à travers des gravures commandées par Henri IV et réalisées de son vivant.
Gérard s'est inspiré de ces estampes et sa composition est centrée sur la présentation des clefs de la ville au roi, par le prévôt des marchands, près de la porte Neuve.
La scène se veut fresque historique. Les personnages se pressent par groupes, autour du roi tête nue et à cheval. À sa gauche se trouvent Sully qui masque Biron et, un peu plus loin, Bellegarde qui regarde vers un balcon où se trouve Gabrielle d'Estrées. Sur la droite du souverain, l'accompagnant à cheval, de g. à d. : Brissac, Montmorency, Crillon, de Retz. Les clefs sont présentées par le prévôt Lhuillier accompagné des échevins et notamment par Langlois sur sa droite. En avant du cortège, le cavalier J. de Matignon semble louer le ciel avec son épée levée. Il est précédé de F. d'Espinay de Saint-Luc interpellant un ligueur qui se dérobe. Sur la gauche, l'échevin Néret en compagnie de ses deux fils. Un peu plus loin, surélevé sur une pierre plate, un homme (inconnu ?), bras ouverts et chapeau levé, salue l'évènement ; un groupe de jeunes femmes l'accompagne. Des proches de Gérard ont servi de modèles à des figurants. On peut citer Madame Gérard, « la signora Matteï », représentée sous un trompettiste, effacée derrière F. d'Espinay et, par ailleurs, la fille de Jacques-Luc Barbier-Walbonne (son assistant), peut-être dans le groupe de jeunes femmes cité précédemment.
À l'arrière, fermant la scène, la perspective et toute l'architecture du lieu de la Porte Neuve ont été tracées par Jean-Thomas Thibault, peintre, architecte et « célèbre perspectiviste »,.

## Localisation
L'œuvre est située dans la galerie des Batailles, dans le château de Versailles. Les toiles de la galerie étant disposées par ordre chronologique, elle est placée entre celle représentant la prise de Calais (1558) et celle de la bataille de Rocroi (1643).

## Historique de l'œuvre

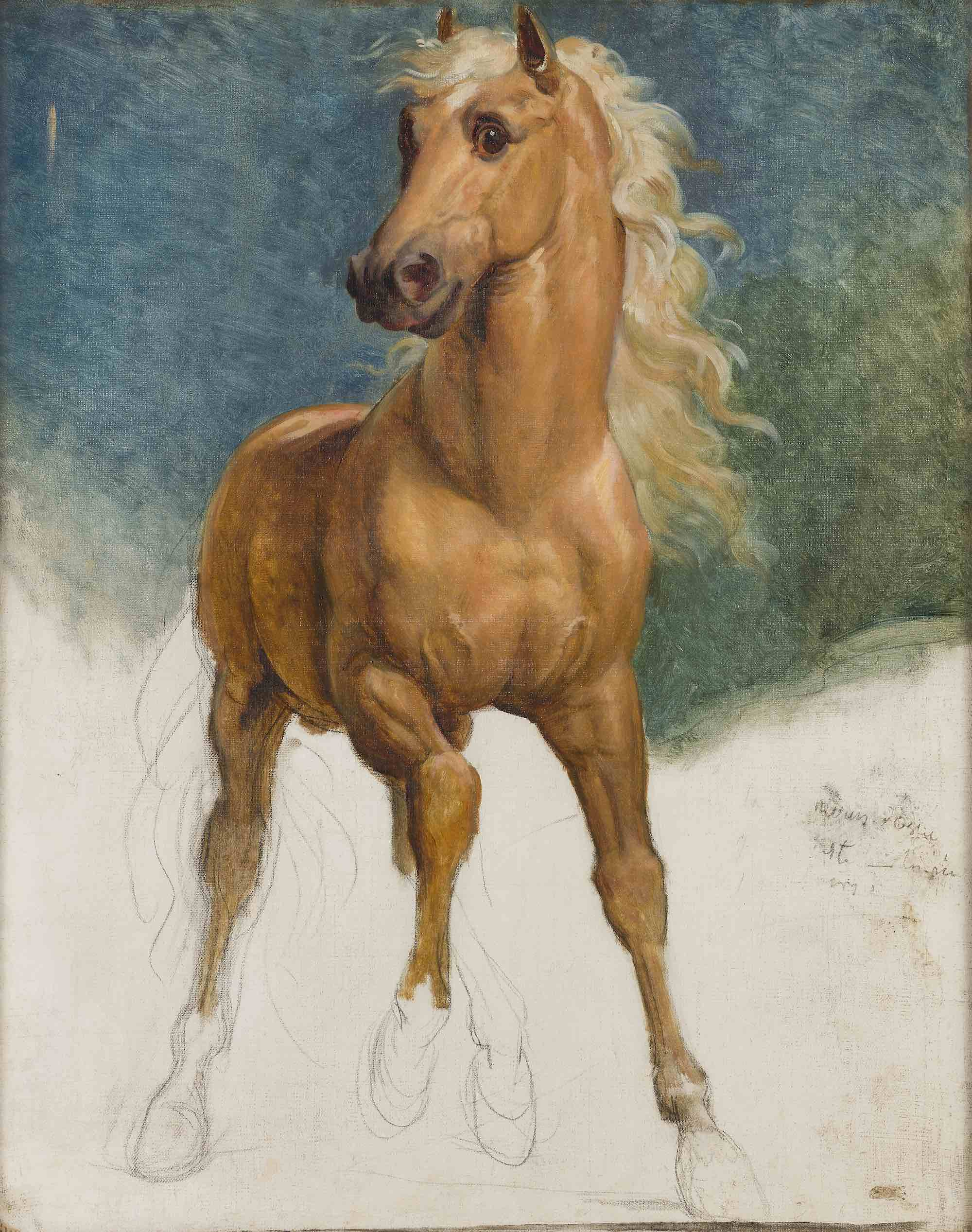
François Gérard, Étude de cheval pour l’entrée de Henri IV dans Paris, 1816.

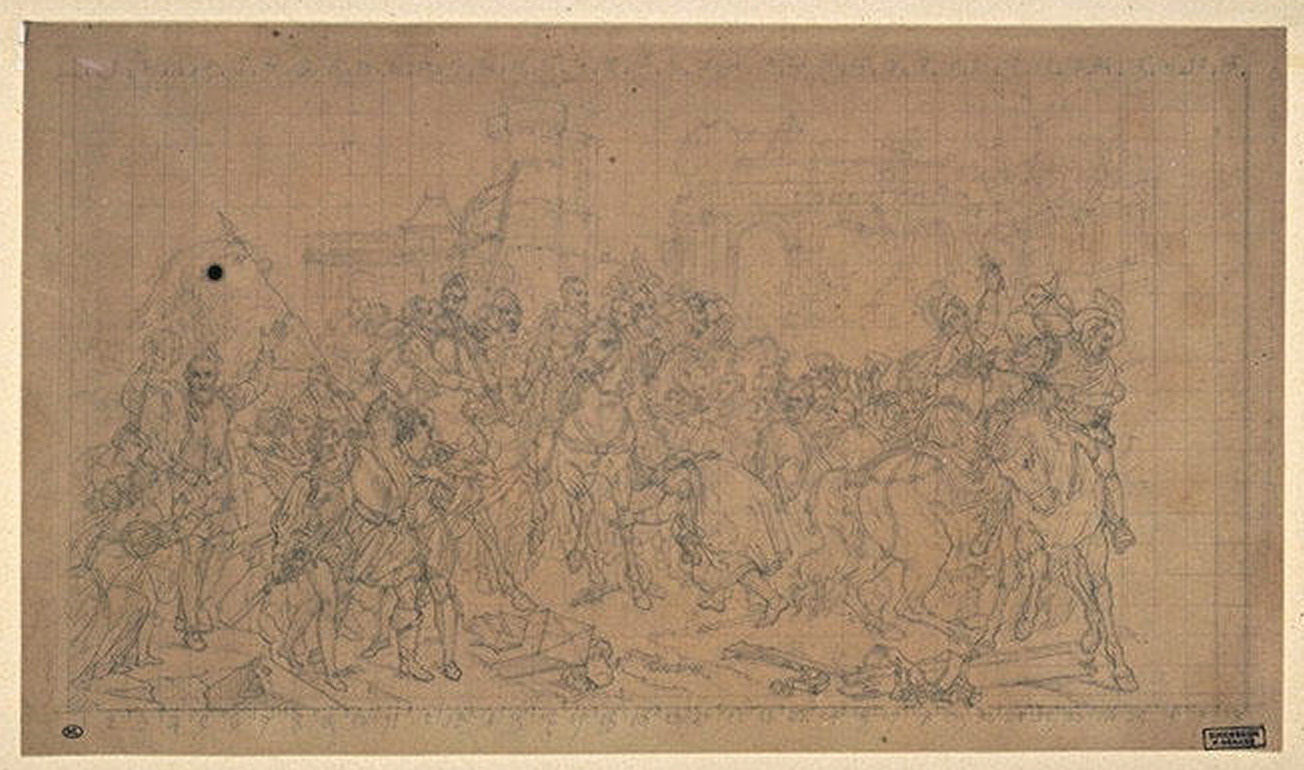
Étude pour le tableau de 1817 ; dessin mis aux carreaux.

Sous la Restauration, en 1814, François Gérard, dont la réputation est établie, réalise le portrait de Louis XVIII en costume royal. Pendant la réalisation de la toile, il obtient la commande de l'Entrée d'Henri IV du monarque qui veut prouver la légitimité et le rattachement des Bourbons par le sang à Henri IV. Cette peinture monumentale est terminée trois ans plus tard, et le tableau connait alors un grand succès au salon de l'année 1817.
En 1833, le roi Louis-Philippe, au pouvoir depuis 3 ans, décide de convertir le château de Versailles en musée historique de la France. La galerie des batailles est inaugurée en 1837. Trente-trois toiles monumentales - dont l'Entrée d'Henri IV de Gérard - y sont disposées, dépeignant des épisodes militaires de l'histoire de France.

### Gravures
Le tableau est gravé par Manceau d'après un dessin de Choquet en 1823, puis par Toschi en 1826.

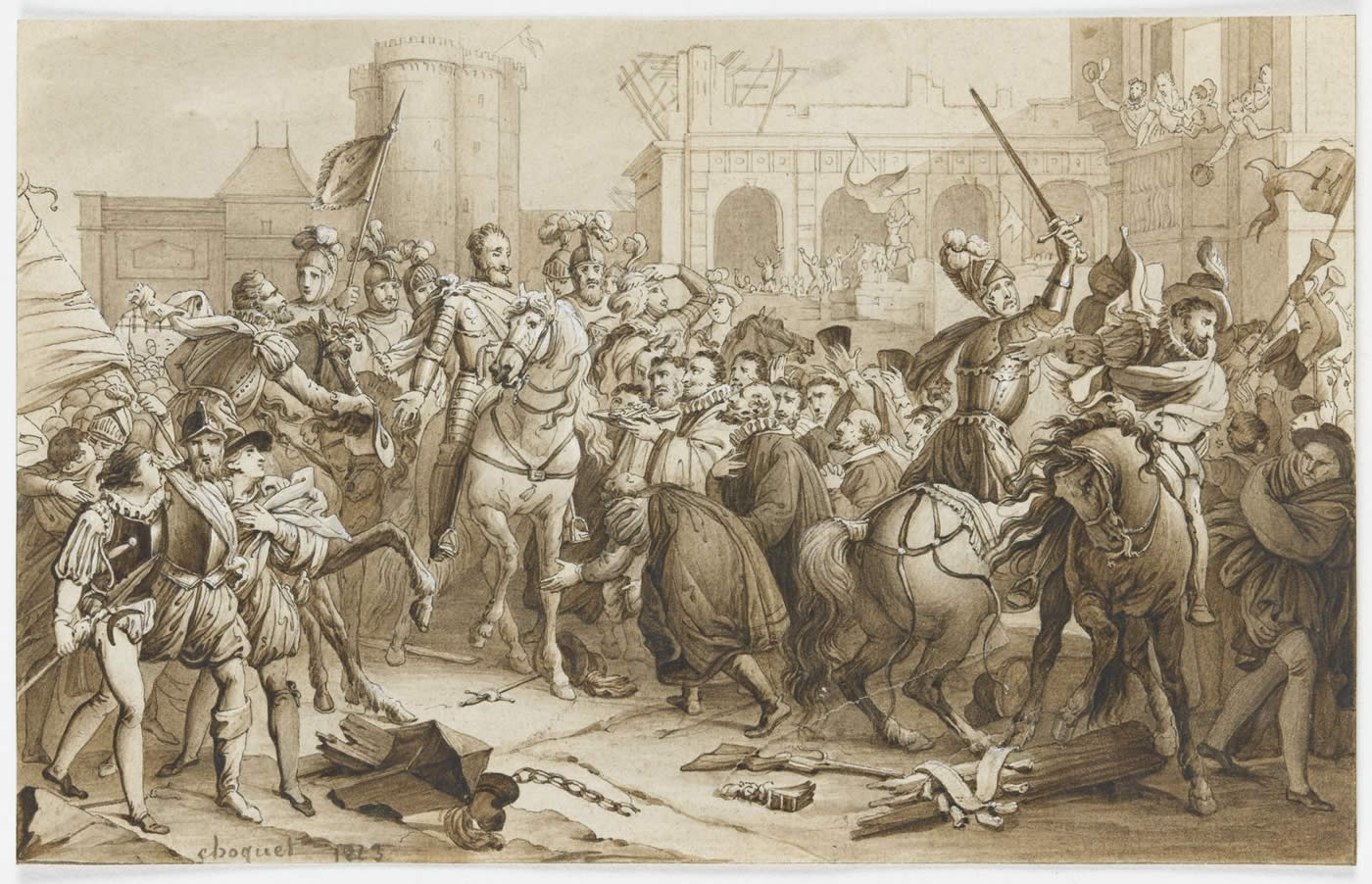
Dessin de Louis Choquet.
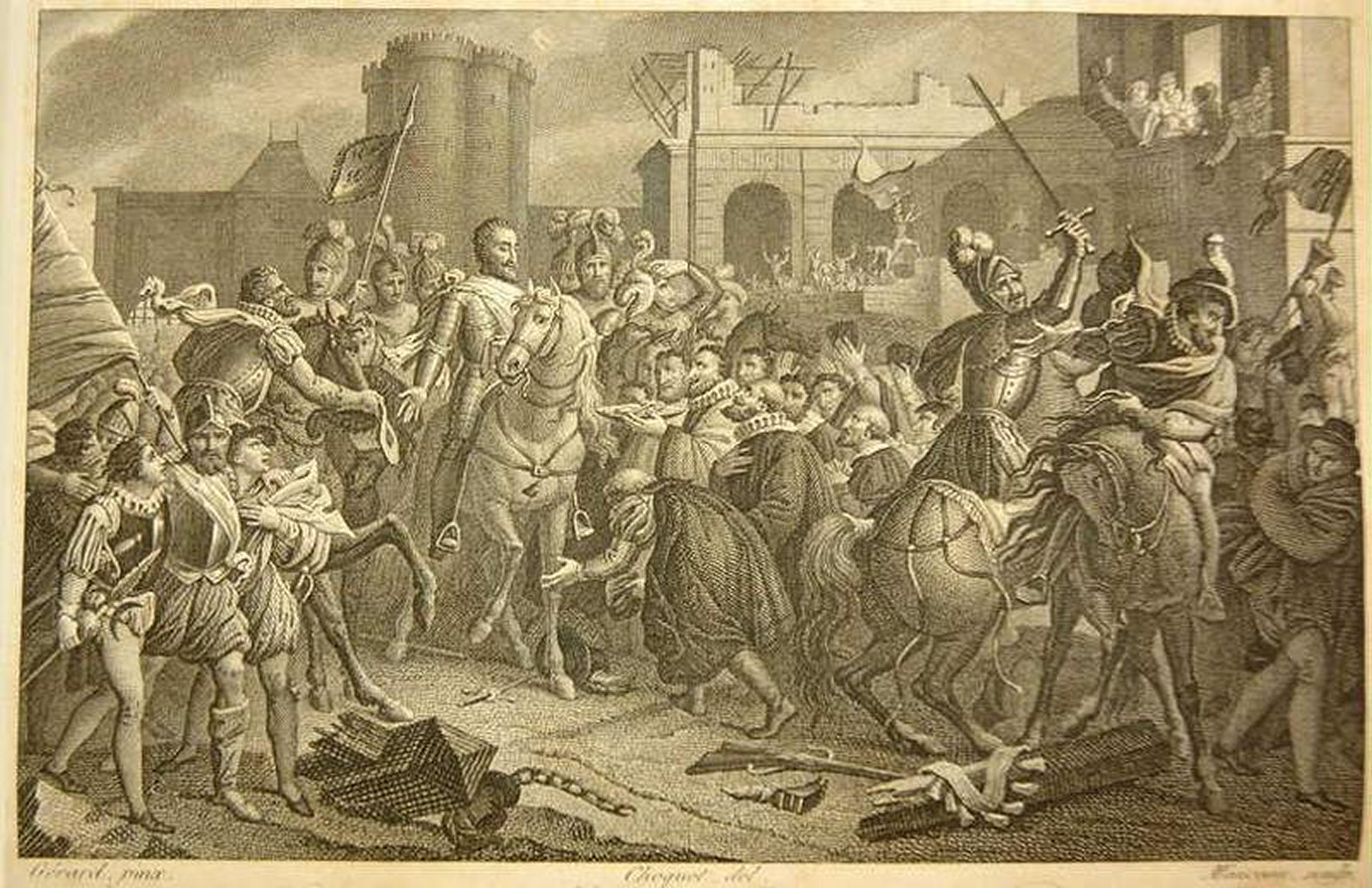
Gravure de Fr. Manceau.
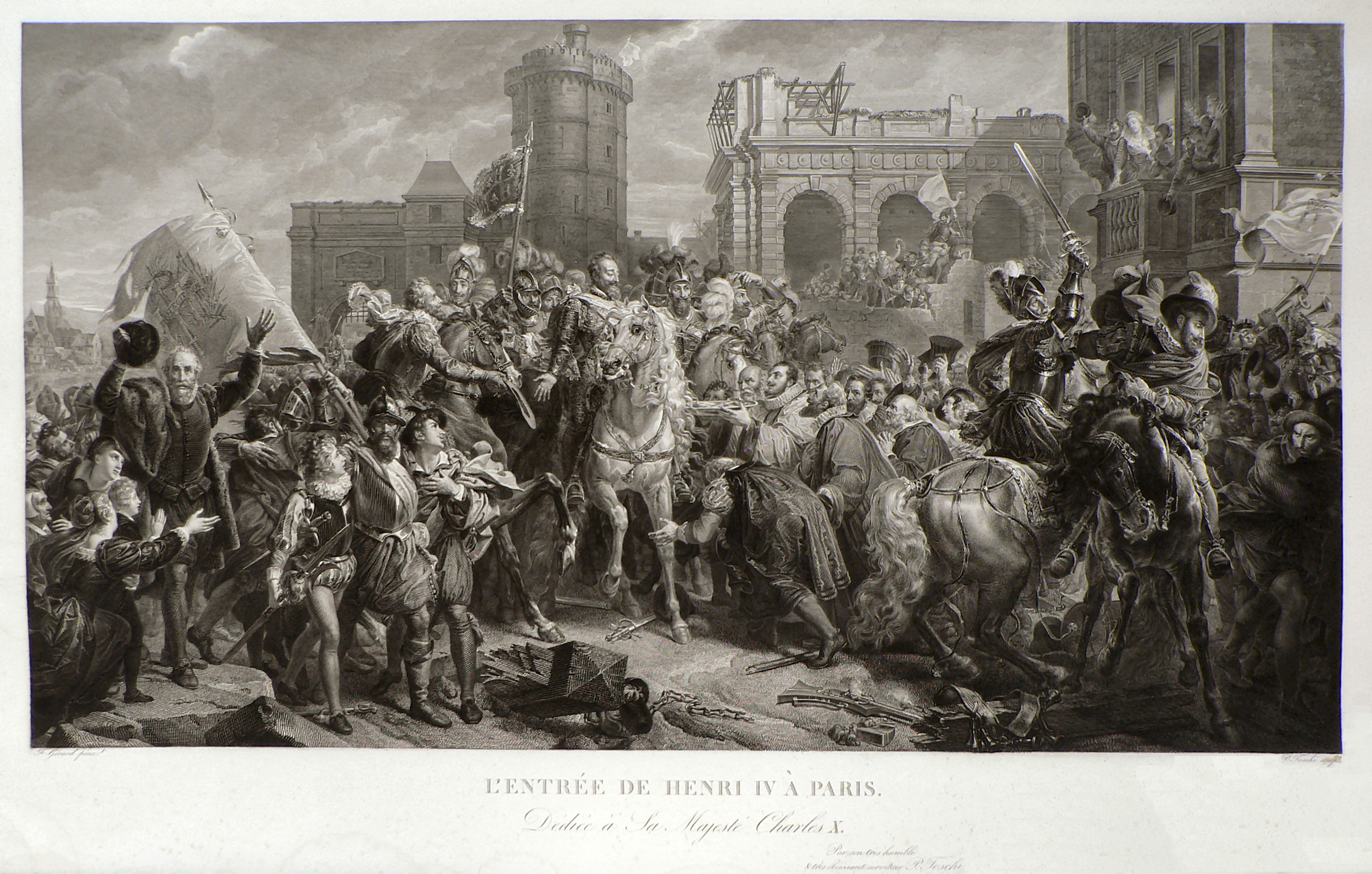
Gravure de Paolo Toschi.

Des portraits spécifiques de certains personnages ont aussi inspiré certains artistes : Bellegarde par Alexis-François Girard en 1819 ; Henri IV toujours par Alexis-François Girard, en 1827 ; le Portrait d'Henri IV par Louis Janmot en 1829 ; une figure [François d'Épinay]  d’après l’Entrée de Henri IV dans Paris du baron Gérard d'Émile Potonne, en 1842.

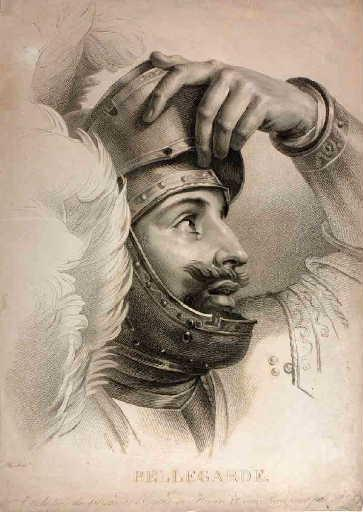
Bellegarde par Girard.
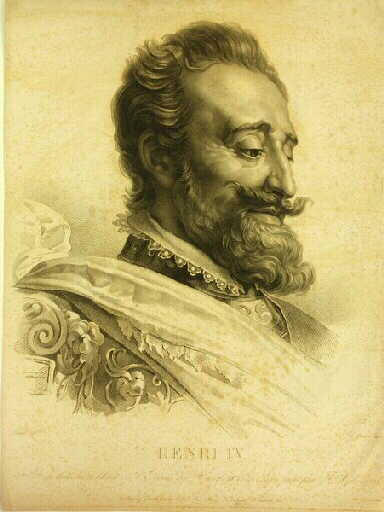
Henri IV par Girard.
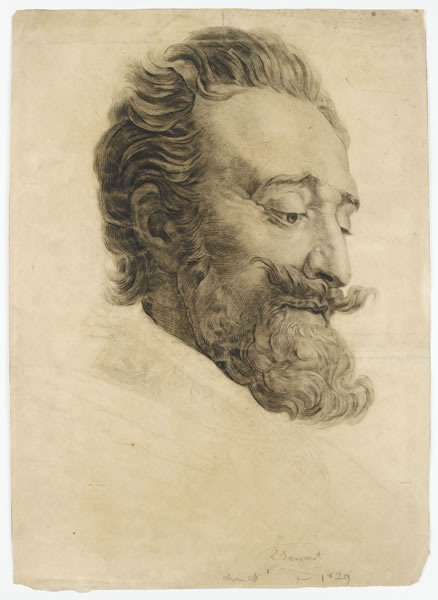
Henri IV par Janmot.
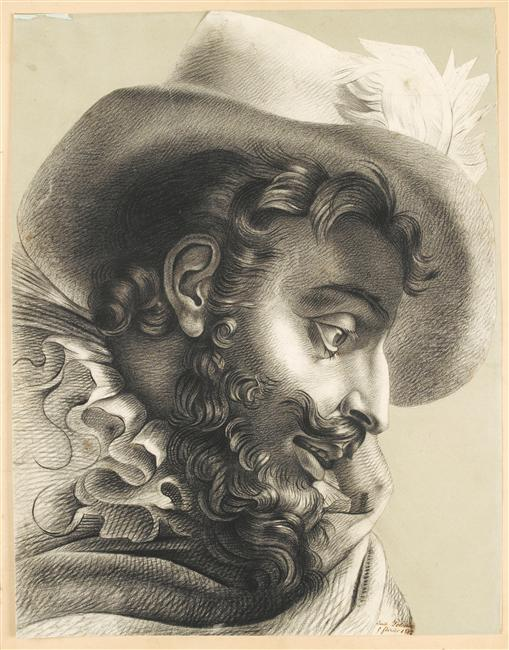
D'Épinay par Potonne.

## Artiste
François Gérard (1770-1837) est un peintre néo-classique français, surnommé « le peintre des rois, le roi des peintres ».